# 척준신
척준신(拓俊臣, 1071년 ∼ 1126년) 고려 중기의 무신이다. 본관은 곡산(谷山). 검교대장군(檢校大將軍) 척위공(拓謂恭)의 아들이며, 척준경(拓俊京)의 동생이다.

## 생애
1107년 (예종 2) 윤관(尹瓘)의 동여진 정벌 때 낭장으로 중군병마녹사인 형과 함께 참전하였다. 1122년 인종이 즉위하자 왕의 외조부인 이자겸(李資謙)이 집권하였는데, 이 때 척준경이 이자겸과 결당(結黨)하여 권문(權門)을 이룸에 따라 갑자기 병부상서에 올랐다. 1126년 (인종 4) 내시 김찬(金粲) 뒤에 安으로 改名) 등의 거사 때 평소 하위에서 병부상서로 급진한 데 불만을 품고 있었던 상장군 최탁(崔卓)·오탁(吳卓) 등의 지탄을 받아 피살되었다. 이자겸에 의하여 김찬 등의 거사가 진압된 뒤 수사공좌복야(守司空左僕射)에 추증되었다.

## 가계
- 아버지 : 검교대장군(檢校大將軍) 척위공(拓謂恭)
  - 형 : 척준경(拓俊京)
  - 형수 : 제안군대부인(齊安郡大夫人) 황씨(黃氏)
    - 조카 : 척순